# Dimítrios Konstantópoulos (homme politique)
Pour les articles homonymes, voir Dimítrios Konstantópoulos.
Dimítrios Konstantópoulos (en grec Δημήτριος Κωνσταντόπουλος) est un homme politique grec.

## Biographie
Aux élections législatives grecques de janvier 2015, il est élu député au Parlement grec sur la liste du Mouvement socialiste panhellénique dans la circonscription de l'Étolie-Acarnanie.